# Hólánc

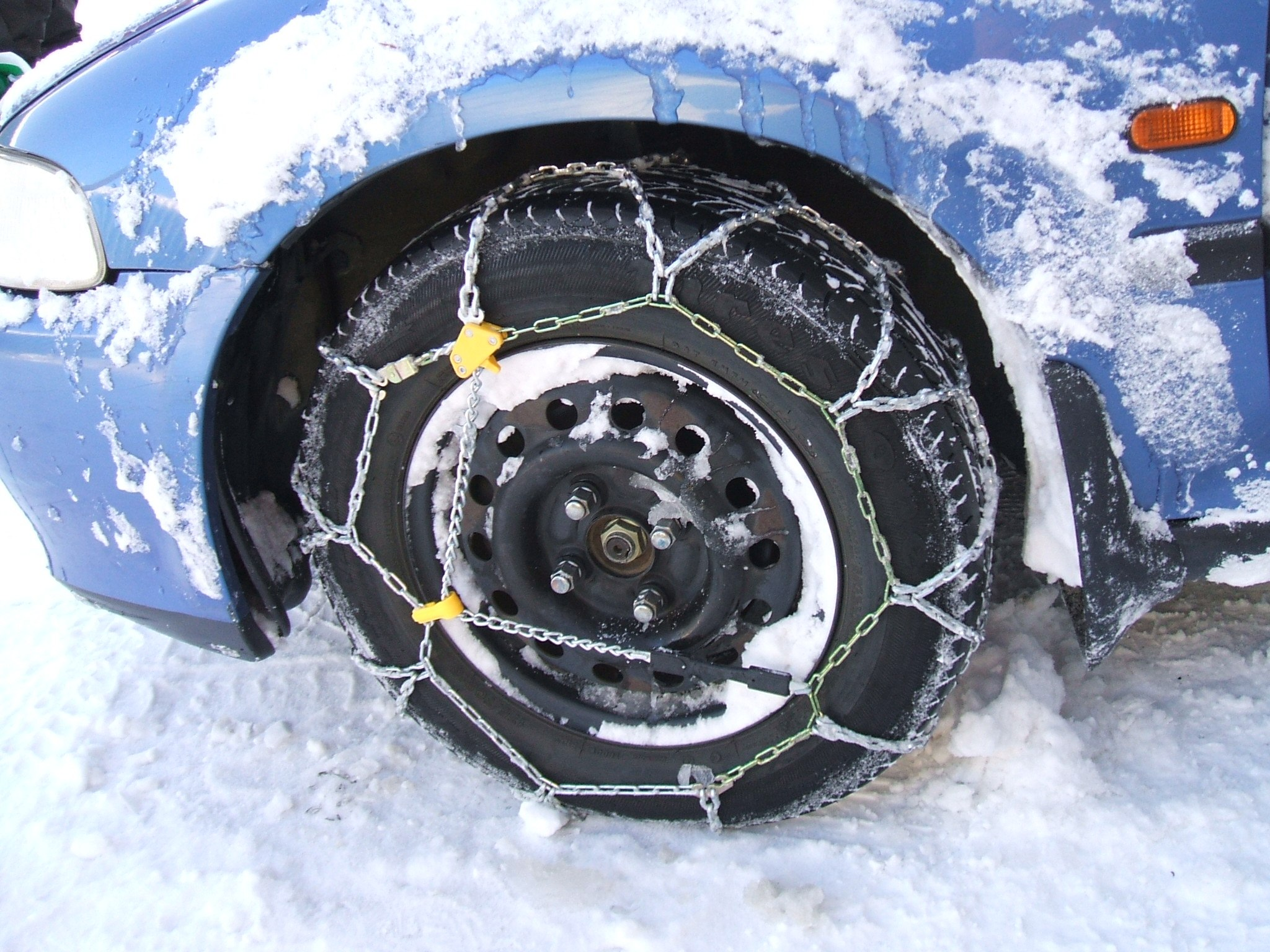
Egy személygépkocsi hólánccal

A hólánc gépjárművek gumiabroncsaira szerelhető lánc, amely jelentősen javítja a tapadást elsősorban havas, jeges úton.

## Használata

„Hólánc használata kötelező!”-tábla

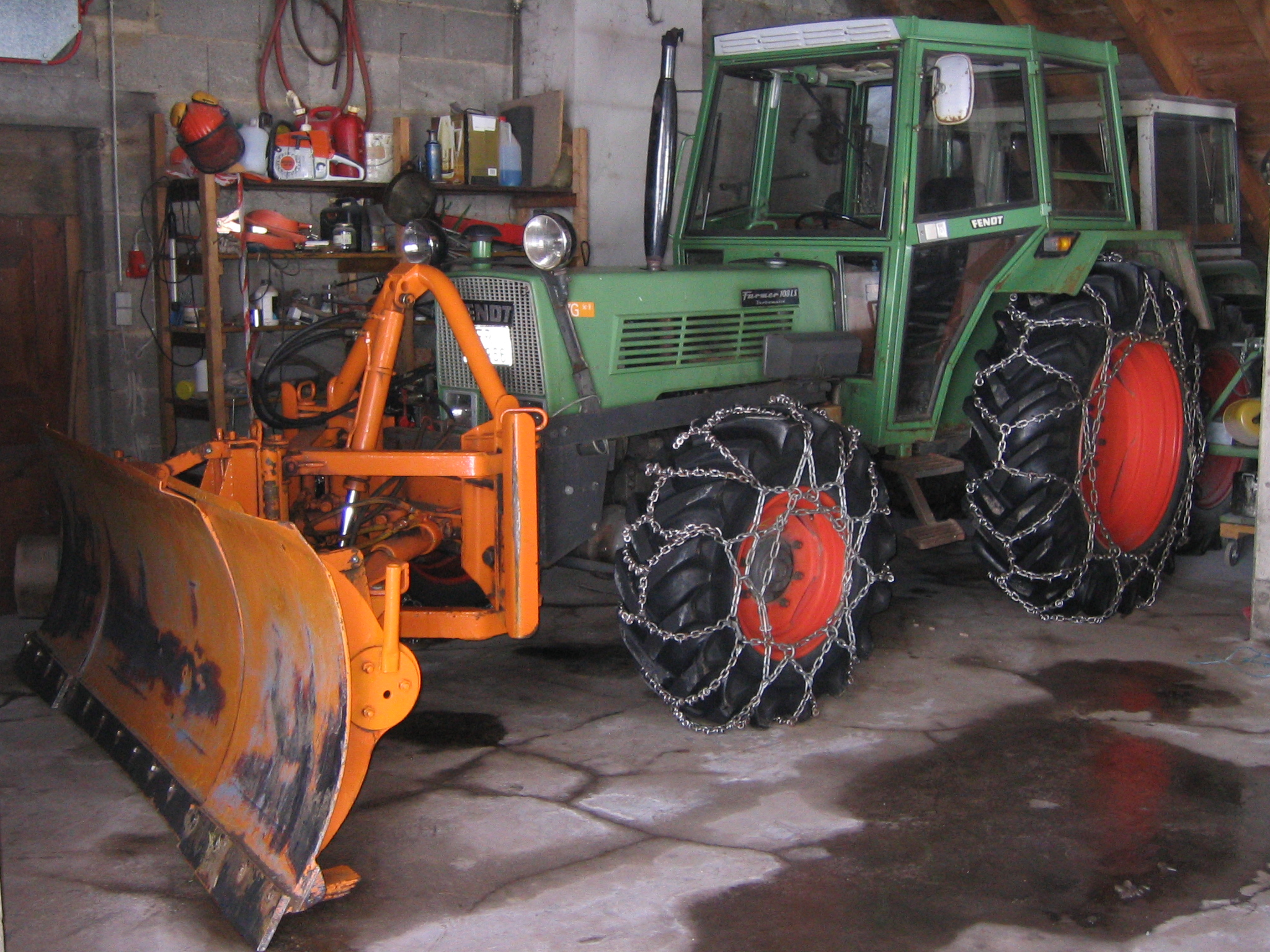
Egy traktorra szerelt hólánc

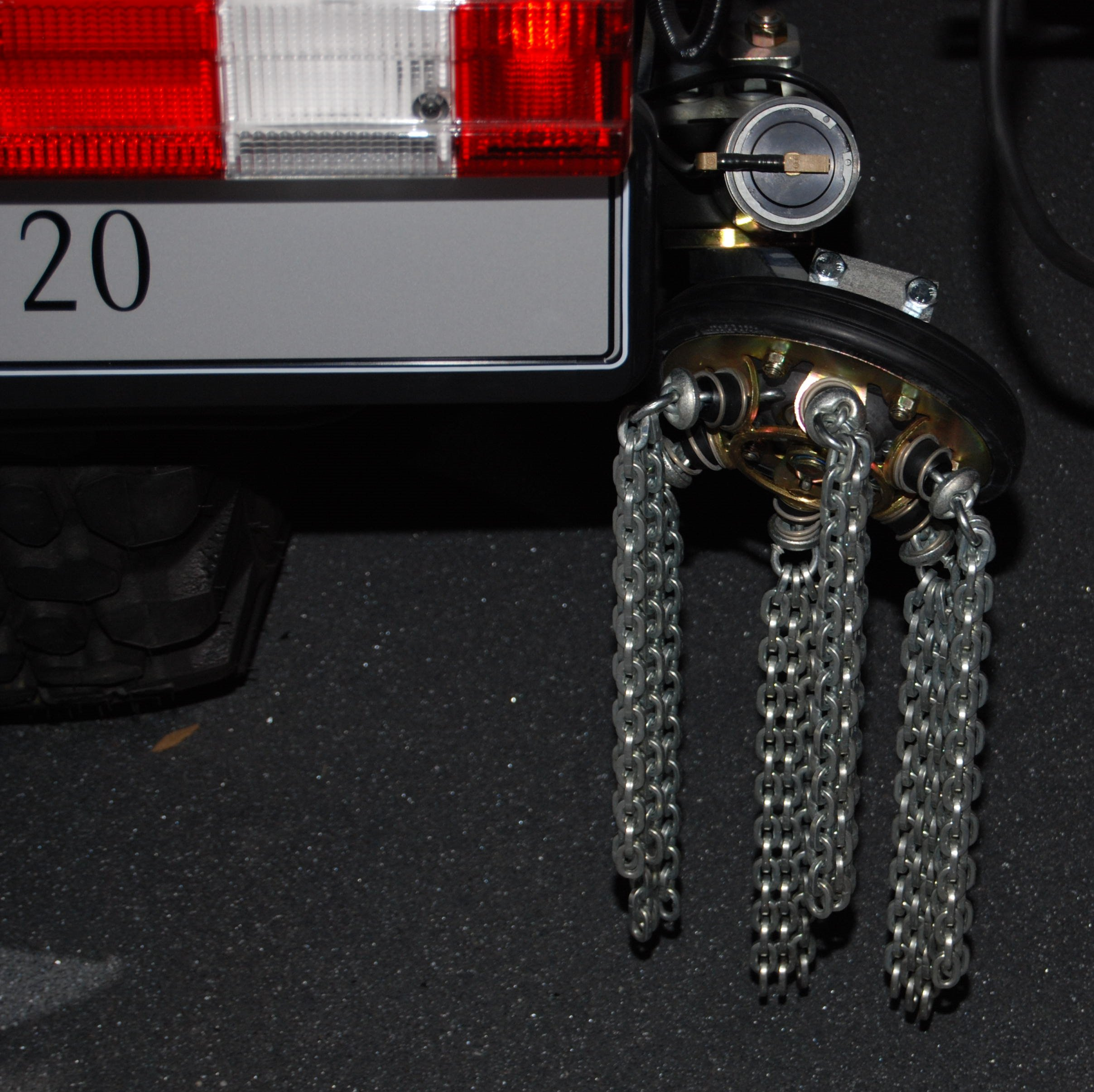
Egy Unimog hólánc-készlete

A hóláncokat (speciális esetektől eltekintve) elsősorban a meghajtott kerekekre kell felszerelni. Nemcsak az elindulásban és a haladásban fontos a szerepük, hanem fékezéskor a megállásban is. A hóláncokat párban árusítják. Bizonyos esetekben érdemes mind a négy kereket felszerelni lánccal, de vannak autók, amelyeknél a gyártó ezt nem engedélyezi (például ha nincs elegendő hely a hólánc számára az adott kerekek mellett). Érdemes a hóláncot egész évben az autóban tartani, mert még sárban is kisegíthet, olyan helyen, ahol lánc nélkül elakadnánk.
A Magyarországon érvényben lévő KRESZ szerint hóláncokat csak havas, jeges úton szabad használni és a hólánccal felszerelt gépjármű megengedett maximális sebessége 50 km/h. Továbbá kötelező a hólánc használata legalább egy hajtott tengelyen a hólánc használata kötelező táblával megjelölt útszakaszokon, illetve ha ez a tábla egy határátkelőhelyen van elhelyezve, akkor a határt csak akkor lehet a gépjárművel átlépni, ha szükség esetére van készenlétben egy hólánc a gépjárműben.

## Típusai
A megfelelő hólánc méretének a kiválasztásához tudni kell a gumiabroncs pontos méretét, például 205/55 R 16.

## Külső hivatkozások
- Hogyan szereld fel a hóláncot? – Totalcar.hu
- Téli gumi, hólánc: hol kötelező Európában? – HVG, 2009. december 21.